# David Price
David Price (Liverpool, 6 de julho de 1983) é um boxista britânico. Representou seu país nos Jogos Olímpicos de Verão de 2008, realizados em Pequim, na República Popular da China. Competiu na categoria super-pesado onde conquistou a medalha de bronze.